# Росси, Винченцо де
Винченцо де Росси, Винченцо ди Раффаэлло ди Бартоломео, Винченцо Росси да Фьезоле (итал. Vincenzo de' Rossi, Vincenzo di Raffaello di Bartolomeo, Vincenzo Rossi da Fiesole; 1525, Фьезоле — 3 марта 1587, Флоренция) — итальянский скульптор периода маньеризма.

## Биография
Винченцо Росси, по сведениям Дж. Вазари, с 1534 года был учеником Баччо Бандинелли (Le opere di Giorgio Vasari, VII. Р. 626). С 1534 года он совершенствовал своё мастерство в Риме. В 1547 году получил свой первый заказ на статую юного Христа со святым Иосифом, для капеллы Пантеона, построенной по заказу Папской академии изящных искусств и словесности виртуозов в Пантеоне. Эта работа не считается удачной, из-за гигантизма фигуры и чрезмерного внимания к деталям. Ещё одно произведение римского периода — бюст Уберто Строцци в базилике Санта-Мария-сопра-Минерва (1553).
Вернувшись во Флоренцию, по заказу Козимо Медичи и под руководством Бандинелли Росси работал в соборе Санта-Мария-дель-Фьоре, в Палаццо Веккьо и в садах Боболи. В 1550-х годах он снова работал в Риме, как отмечают исследователи, под явным влиянием произведений Микеланджело. «Его экспрессивный стиль, полный гротеска, был отражением противоречий эпохи пессимизма и религиозной экзальтации контрреформации конца XVI века».
Росси скончался во Флоренции 3 марта 1587 года. Он был похоронен у главного алтаря церкви Сантиссима-Аннунциата.
Его учениками были Иларионе Русполи и Раффаэлло Пери. Брат Винченцо, Нардо де Росси (ок. 1520 — ?), также был скульптором. Многие произведения Винченцо де Росси ныне экспонируются в музее Барджелло.

## Галерея

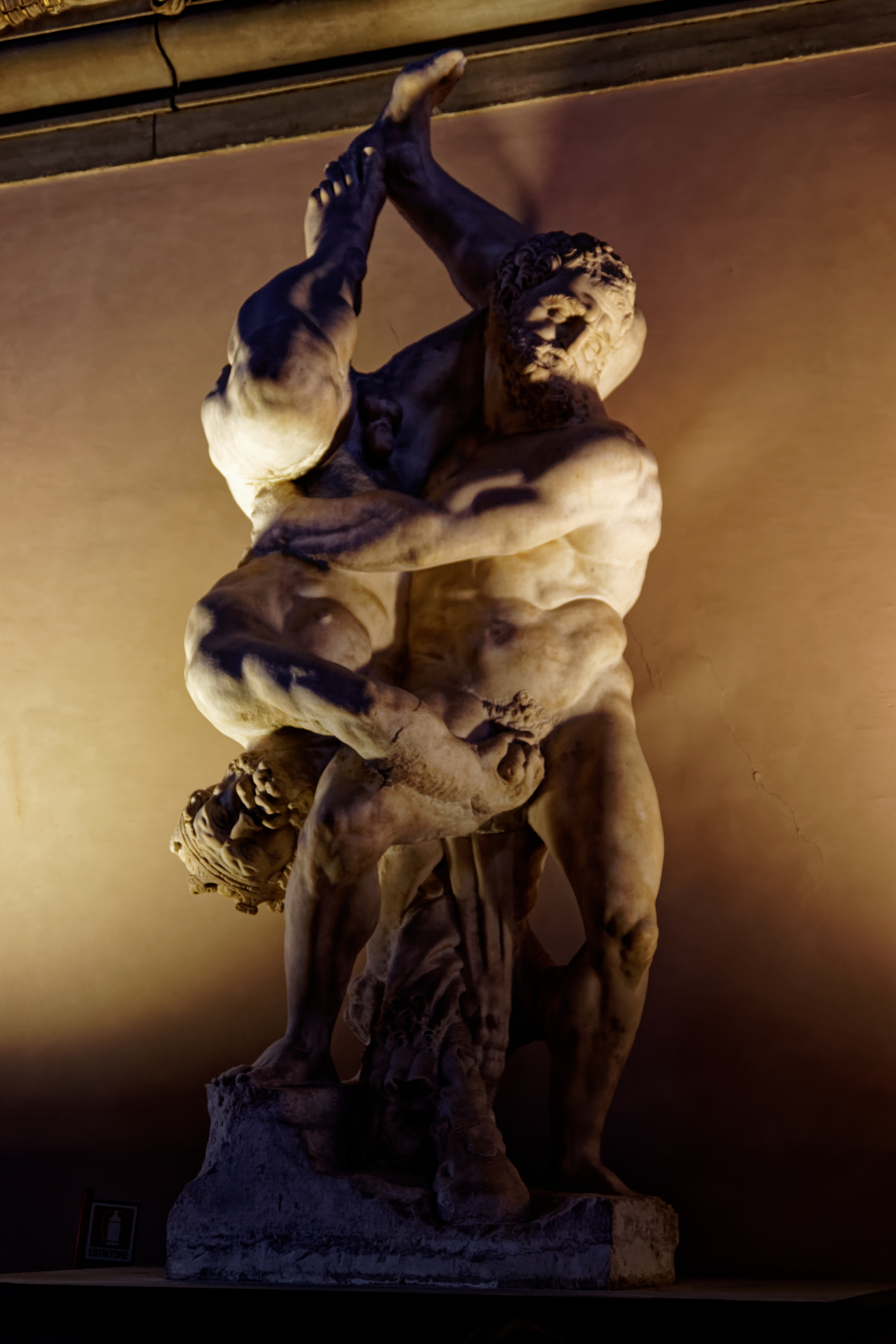
Геркулес и Диомед. 1494. Мрамор. Палаццо Веккьо, Флоренция
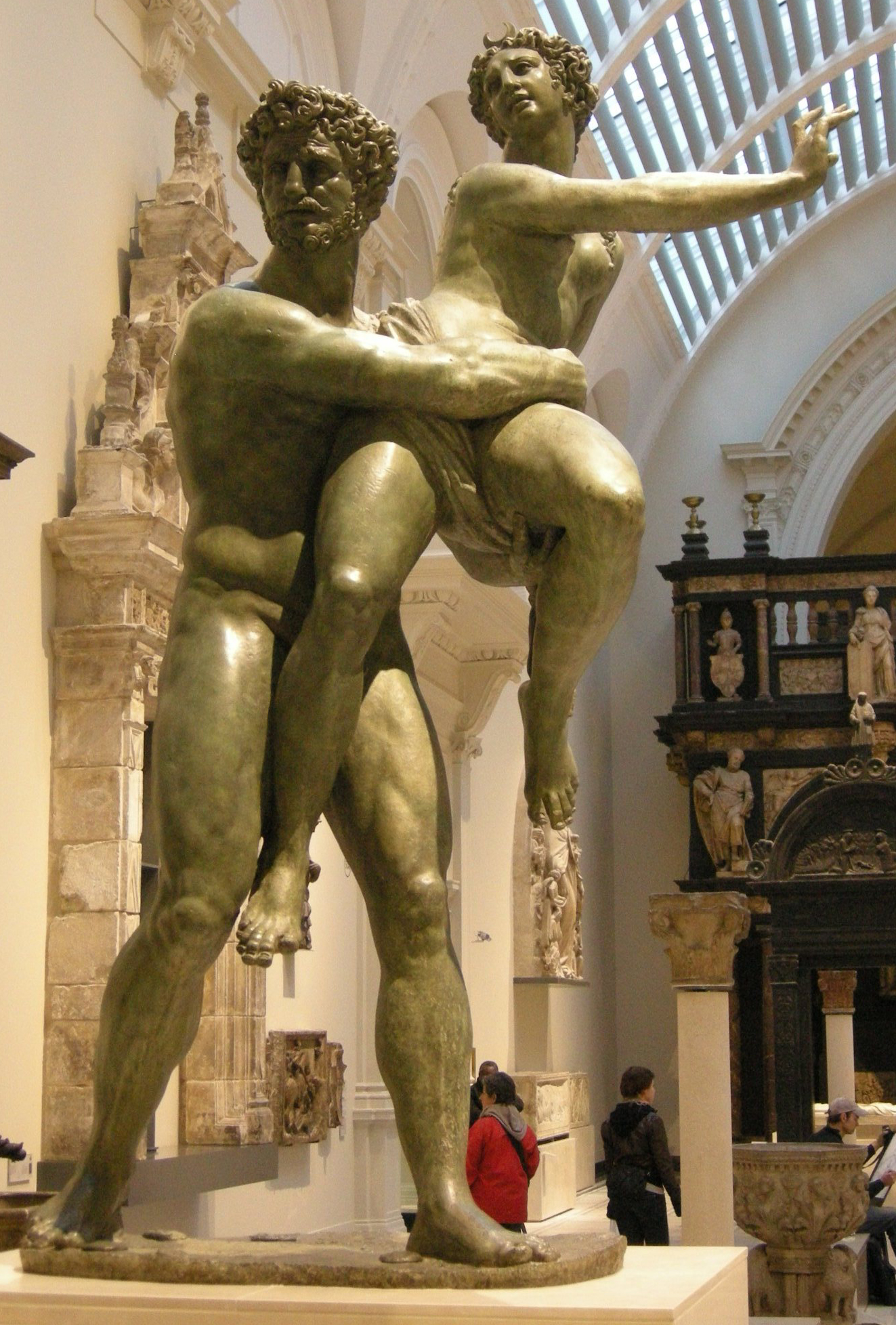
Похищение Прозерпины. 1565. Бронза. Музей Виктории и Альберта, Лондон
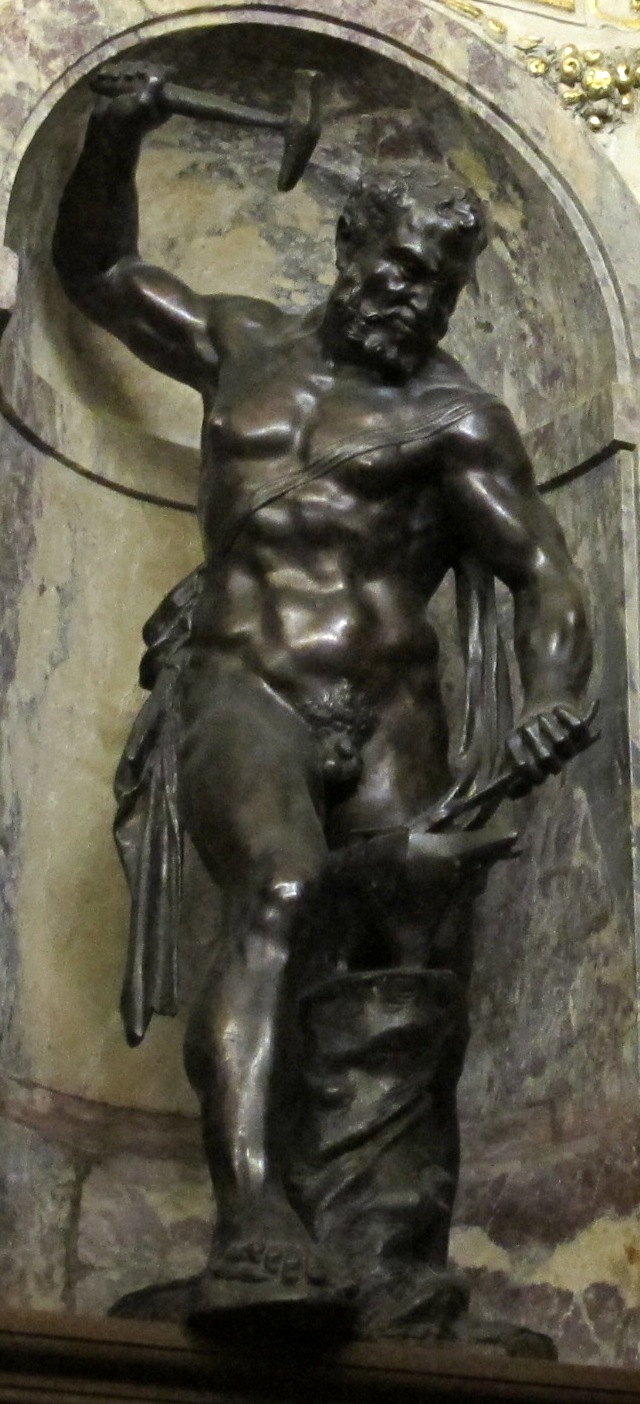
Вулкан. Бронза. Палаццо Веккьо, Флоренция
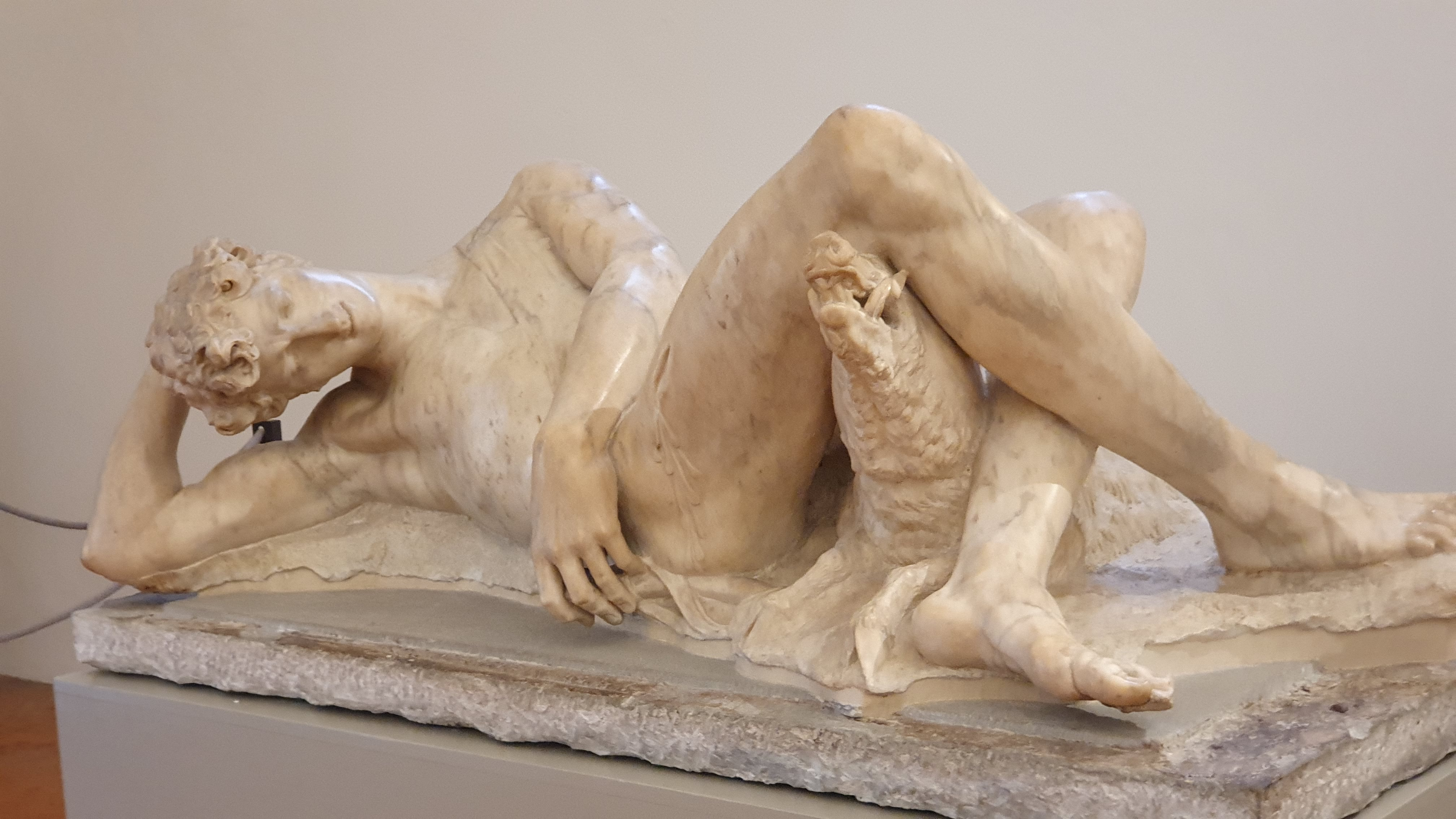
Умирающий Адонис. Мрамор. Барджелло, Флоренция
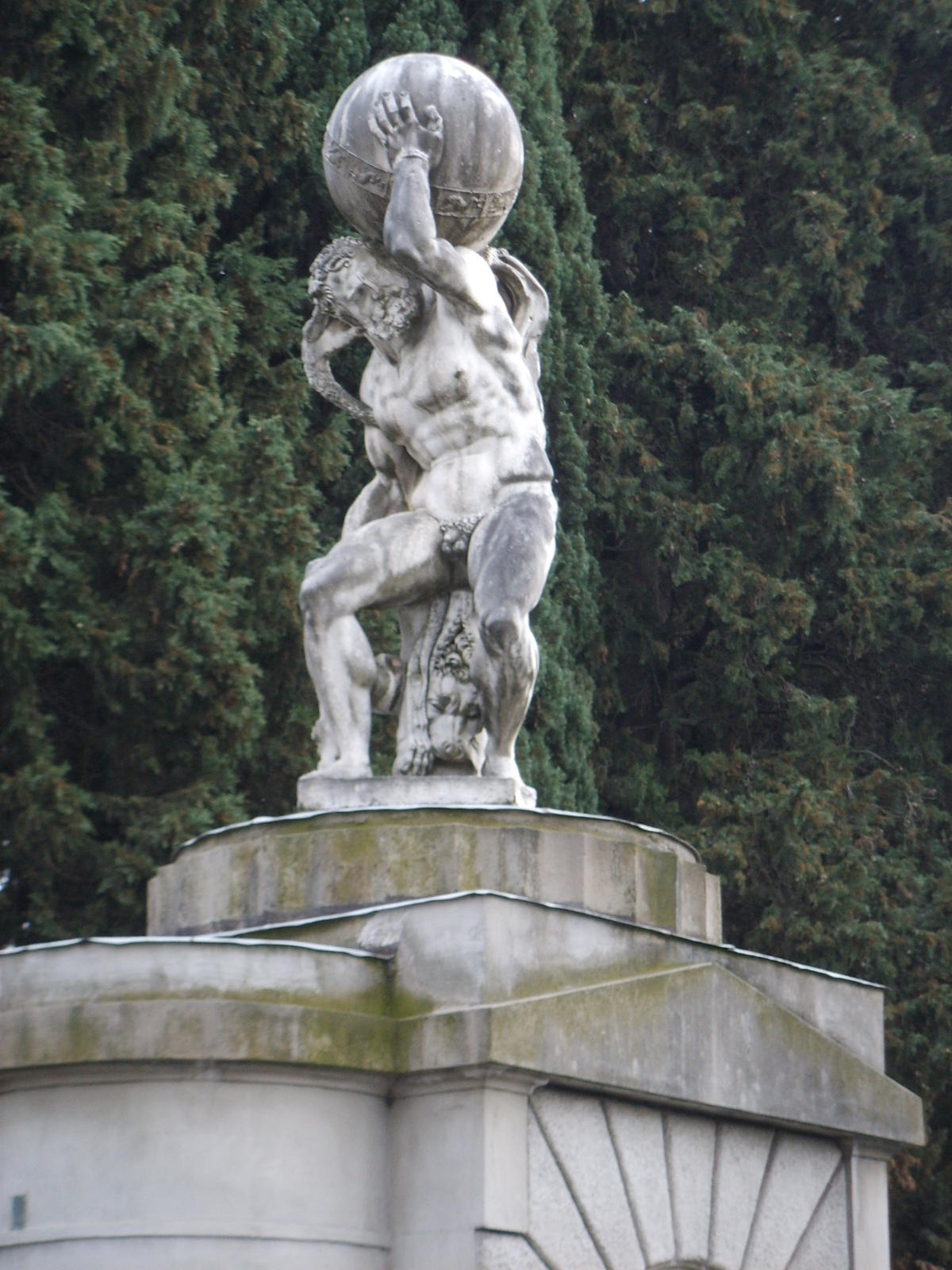
Геракл, поддерживающий небесный свод. Вилла Поджо Империале, Флоренция